# Serjilla
Serjilla (en àrab: سيرجيلة) és una de les ciutats mortes millor preservades del nord-oest de Síria. Es troba al districte d'Idlib, a 700 m sobre el nivell de la mar, a aproximadament 65 km al nord d'Hama i a 80 km al sud-oest d'Alep. És molt a prop de les ruïnes de Bara, una altra "ciutat morta". La ciutat va sorgir en una conca natural i va prosperar pel conreu del raïm i les olives. Els vestigis d'un bany públic indiquen la riquesa del poble. Fou construïda entre la fi del s. IV i la primeria del segle v, en temps del cristianisme.

## Basílica
Les tres naus laterals de la basílica de Serjilla es corresponen en grandària i forma als absis de les esglésies de les ciutats veïnes. N'hi havia dues entrades al mur sud, dues al nord i almenys una porta al costat oest. En una fase posterior s'hi feu un afegit. Butler en data la construcció inicial de mitjan segle V i els annexos del final del mateix segle.